# Châteauneuf-de-Galaure
Châteauneuf-de-Galaure är en kommun i departementet Drôme i regionen Auvergne-Rhône-Alpes i sydöstra Frankrike. Kommunen ligger i kantonen Saint-Vallier som tillhör arrondissementet Valence. År 2022 hade Châteauneuf-de-Galaure 1 807 invånare.

## Befolkningsutveckling
Antalet invånare i kommunen Châteauneuf-de-Galaure
Referens:INSEE